# La Grua
La Grua è una nobile famiglia siciliana originaria di Pisa, passata in Sicilia nel XIV secolo. Nell'isola era titolare, oltre ad altri feudi, dei principati di Carini e di Castelbianco. Si unì a una famiglia patrizia catalana, quella dei Talamanca, fondendo i due cognomi. Molti gli incarichi diplomatici e di governo, non solo in Europa: fra gli esponenti La Grua si annovera anche un Viceré del Messico, o Vicereame della Nuova Spagna, come era chiamato dal XVI al XIX secolo.

## La storia e i personaggi
I primi membri della famiglia arrivarono dopo il 1330. Si fermarono nella piana di Terranova, corrispondente all'attuale Piana di Gela, iniziando la produzione e il commercio (anche verso l'Europa) di cotone e frumento. Nel corso dei successivi sei anni Colo La Grua si trasferì a Palermo, divenne Console di Pisa mentre ne era ambasciatore messer Corrado de Vico. Da lì l'amicizia e l'imparentamento con l'aristocrazia palermitana.
Il primo di cui si ha notizia come effettivo appartenente alla nobiltà (definito tale in un atto notarile del 10 dicembre 1367) è Ubertino La Grua o Bertino, figlio di Colo, capitano giustiziere di Palermo (iudex felicis urbis Panormi) fra il 1336 e il 1337.
Il primo ad avere la vera e propria concessione del feudo di Carini, fu un altro Ubertino, capitano giustiziere della Valle di Mazara e di Palermo nel 1396, mastro razionale del Regno, consigliere di Re Martino I di Sicilia, il Giovane e titolare dell'allora baronia dal 26 agosto 1397, quindi, I barone di Carini.
Ubertino II ottenne diversi vantaggi ad alcune sue imprese: liberò i sovrani Martino e Maria che erano stati segregati dai ribelli nel castello di Catania e poi in quello di Licata; nella sua lotta contro i rivoltosi appartenenti alla fazione dei Chiaramonte, riportò sotto il comando del Regno alcune terre della Val Demone e della Valle di Mazara, aiutato in questo da Giorgio Grifeo dei baroni di Partanna (come descritto da "Della Sicilia Nobile" di Francesco Emanuele e Gaetani, Marchese di Villabianca - edizione 1757).
Sempre con questo personaggio si ha l'unione alla famiglia Talamanca: Ubertino II ebbe un'unica figlia, Ilaria La Grua e Imperatore. Questa nel 1408 sposò Gilberto Talamanca, nobile catalano (camerlengo e consigliere di re Martino, capitano e pretore in Palermo dal 1396 al 1399). Con lo sposalizio la coppia ottenne il feudo di Carini, trasmittibile ai discendenti con l'obbligo di anteporre il cognome La Grua a Talamanca (fidecommisso agnatizio primogeniale dato al loro figlio Ubertinello dal nonno Ubertino II).

Lo scudo dei Lanza-La Grua

Qui si allaccia quella che è conosciuta come storia-leggenda dell'assassinio della baronessa di Carini. Protagonisti reali furono, Vincenzo La Grua Talamanca, barone di Carini, nato l'11 novembre 1527 (morto il 22 marzo 1592), sposato con Laura Lanza dei conti di Mussomeli, il 21 settembre 1543. La nobildonna, colpevole di adulterio, venne uccisa dal marito e dal padre, a Carini il 4 dicembre del 1563. La leggenda vuole che proprio ogni 4 dicembre l'impronta della mano insanguinata della baronessa compaia su uno dei muri del castello di Carini. Il barone Vincenzo La Grua ebbe invece altre due mogli: dona Ninfa, figlia di don Alfonso Ruiz de Alarcòn e la B.ssa donna Paola Sabia Spinola n. 1529 m. 1605, sposate a distanza di circa un anno l'una dall'altra (la data del matrimonio con dona Ninfa non è certa, ma è sicuro che morì fra i 6 mesi e un anno dallo stesso sposalizio).
L'elevazione di Carini a principato avvenne il 19 settembre 1622 (esecutivo dal 21 ottobre) con Vincenzo La Grua Talamanca e Tocco, pretore di Palermo per cinque anni (1632, 1633, 1634, 1641 e 1642).
Fra i La Grua, diversi furono i deputati del Regno: Francesco, primo della famiglia a essere duca di Miraglia dal 2 giugno 1656; Vincenzo che ottenne anche le cariche di capitano giustiziere di Palermo negli anni 1700, 1701, 1720 e 1721, gentiluomo di camera di Vittorio Amedeo II di Savoia, re di Sicilia.
Molto ampia la lista di cariche e conseguentemente, di potere, accumulate da Antonino La Grua e Branciforti, marchese di Regalmici, principe di Carini, capitano di giustizia di Palermo nel 1769 e nel 1770, pretore della stessa città dal 1777 al 1780, deputato del Regno, vicario generale in Messina, consigliere di Stato, presidente della Giunta di Stato di Sicilia in Napoli (1786), cavaliere dell'Ordine di San Gennaro. Lo stesso Antonino determinò uno dei più profondi cambiamenti urbanistici di Palermo nel 1778: fece tracciare il prolungamento di via Maqueda verso l'esterno della cinta muraria, oltre Porta Maqueda, sino a raggiungere il “piano di Sant'Oliva” (corrispondente alle odierne piazze Sant'Oliva, Castelnuovo e Politeama). Secondo lo stesso Antonino La Grua, il tratto esterno del vialone che oggi porta il nome di via Ruggero Settimo, doveva facilitare il collegamento con le residenze estive della Piana dei Colli. La conseguenza fu diversa. Spinse verso nord l'espansione della città, in aree ormai fuori dalle vecchie mura di protezione. Le quotazioni dell'area lievitarono anche perché la nobiltà vi iniziò a costruire nuovi splendidi palazzi.

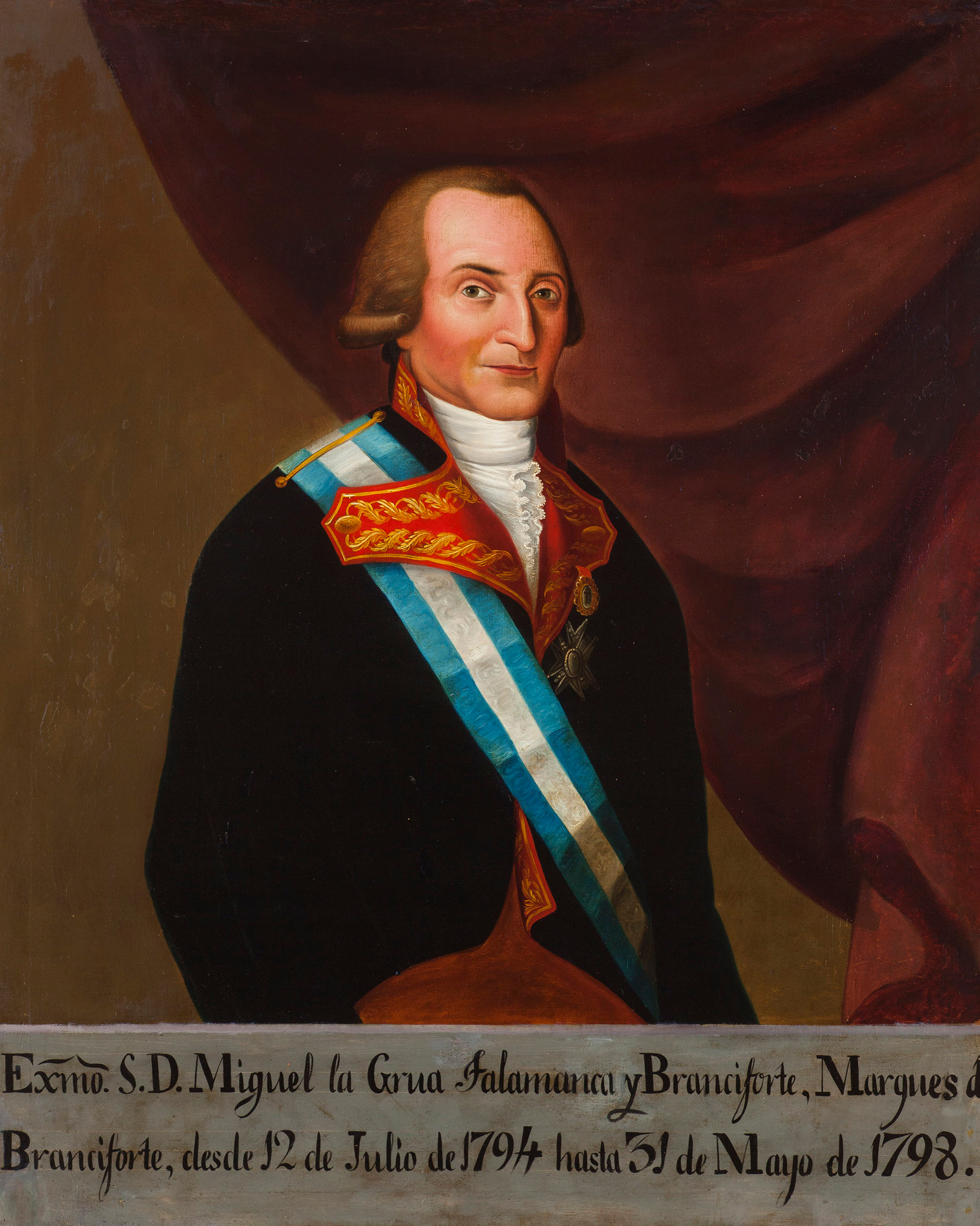
Michele La Grua Talamanca e Branciforte, viceré del Messico, o del Vicereame della Nuova Spagna

Michele La Grua Talamanca e Branciforte, Grande di Spagna, oltre a essere gentiluomo di camera di Carlo re di Spagna, divenne prima Capitano generale della flotta spagnola, poi governatore delle Isole Canarie, ministro per "gli Affari di Marina e per la Grazia e Giustizia", Colonnello delle Regie Guardie del Corpo di Spagna, Tenente generale e governatore di Madrid, ma anche Viceré del Messico, definito storicamente come fra i più avidi governanti di quella terra.
Nell'aprile del 1796 Michele La Grua e Branciforti arrivò a fondare la città di Santa Cruz in California. Inizialmente il nuovo centro urbano fu chiamato Villa de Branciforte proprio in suo onore e questa denominazione rimase dal 1797 al 1845. Oggi solo una delle vie principali della città californiana (Branciforte Avenue) riporta il nome del nobiluomo siciliano.
Il testo "Il Blasone in Sicilia" di Palizzolo Gravina (1871-1875) parla anche di un Cesare La Grua "che da ufficiale dell'armata francese tanto si è distinto nelle guerre combattute in Africa, nel Messico e nelle recenti memorande battaglie franco-prussiane".
Infine, un'altra trasformazione urbanistica importante, la fondazione del borgo palermitano di Partanna Mondello, voluta e realizzata dal principe Girolamo I Grifeo, V Principe di Partanna e dalla consorte Laura La Grua di Carini dopo il loro matrimonio avvenuto nella Cattedrale di Palermo il 30 aprile del 1705.

## Luoghi che ricordano i La Grua

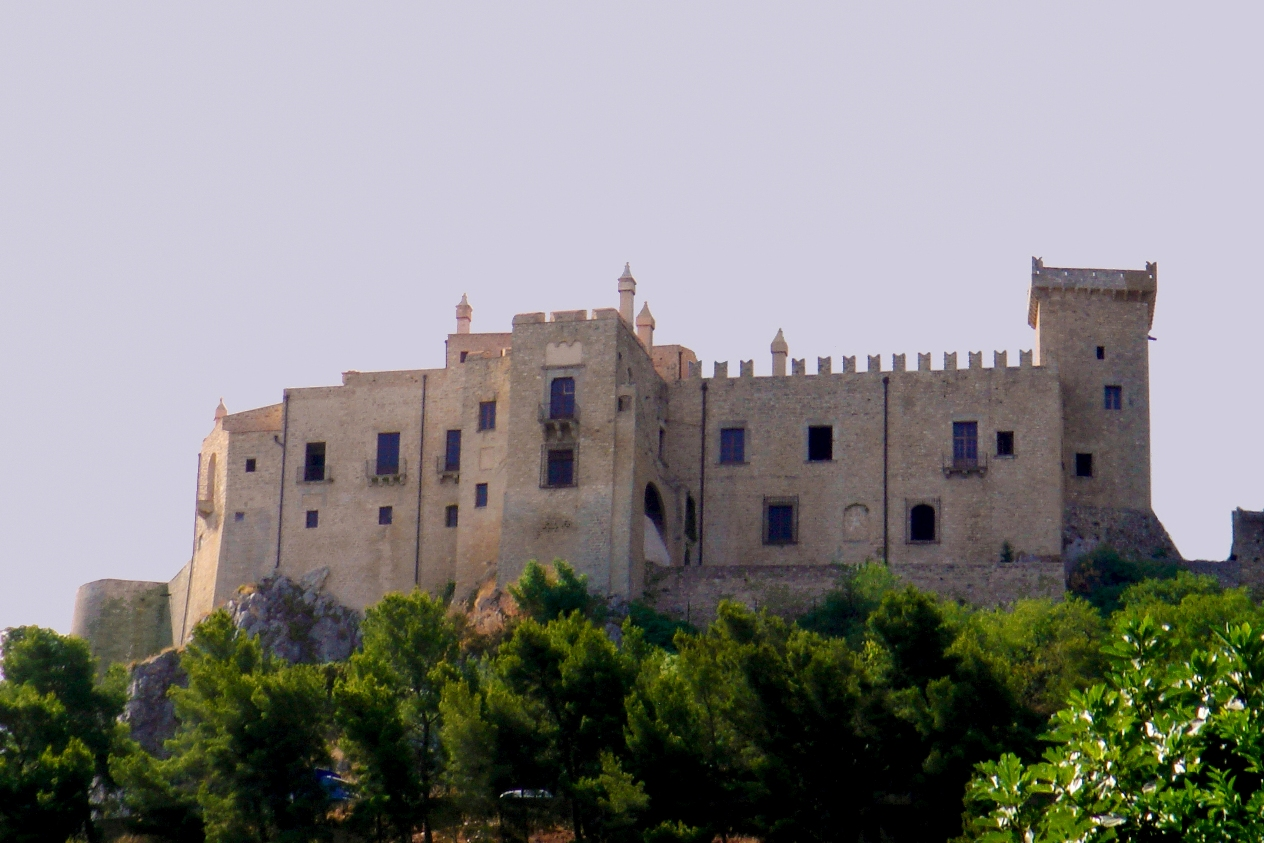
Castello La Grua a Carini

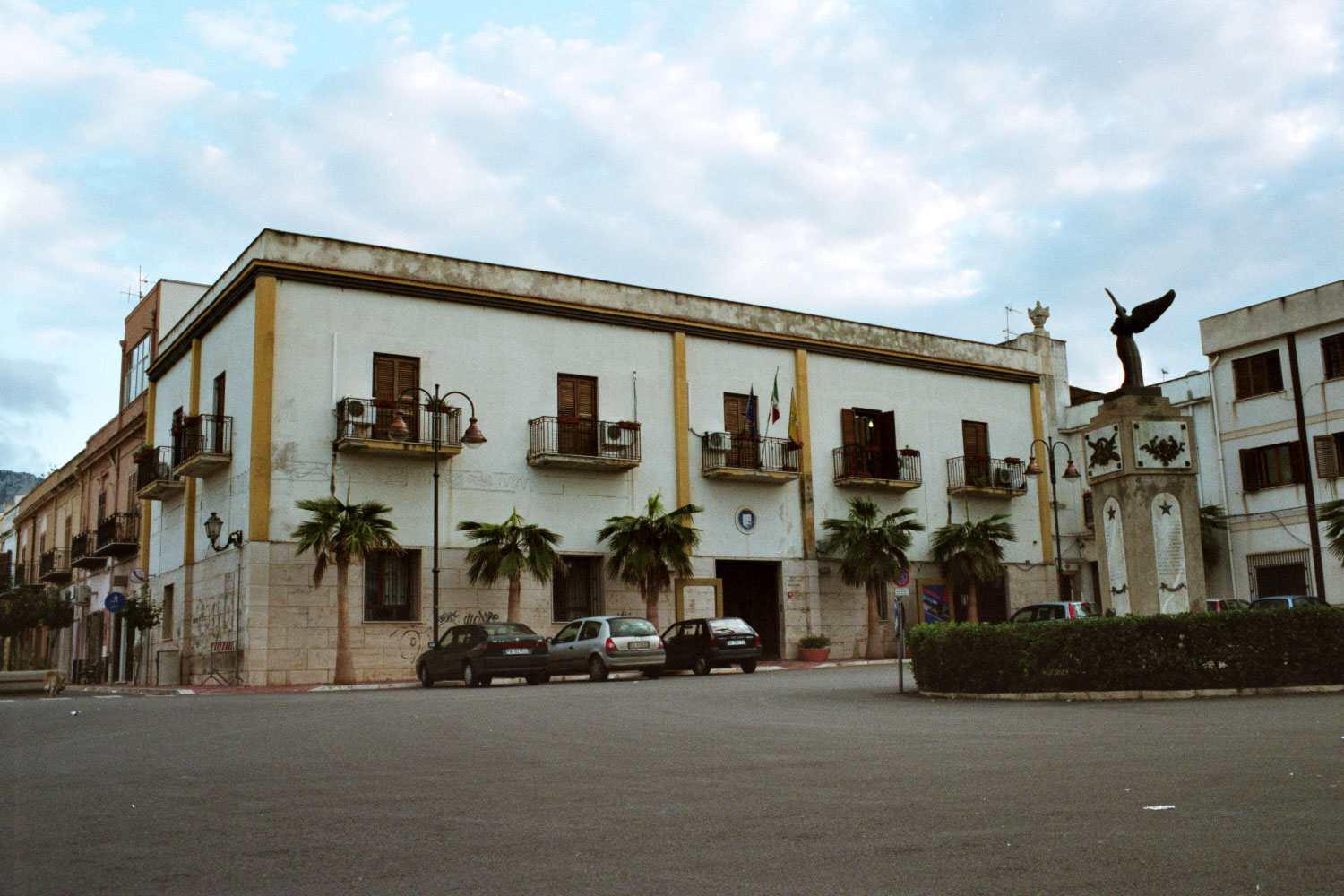
Palazzo La Grua a Terrasini

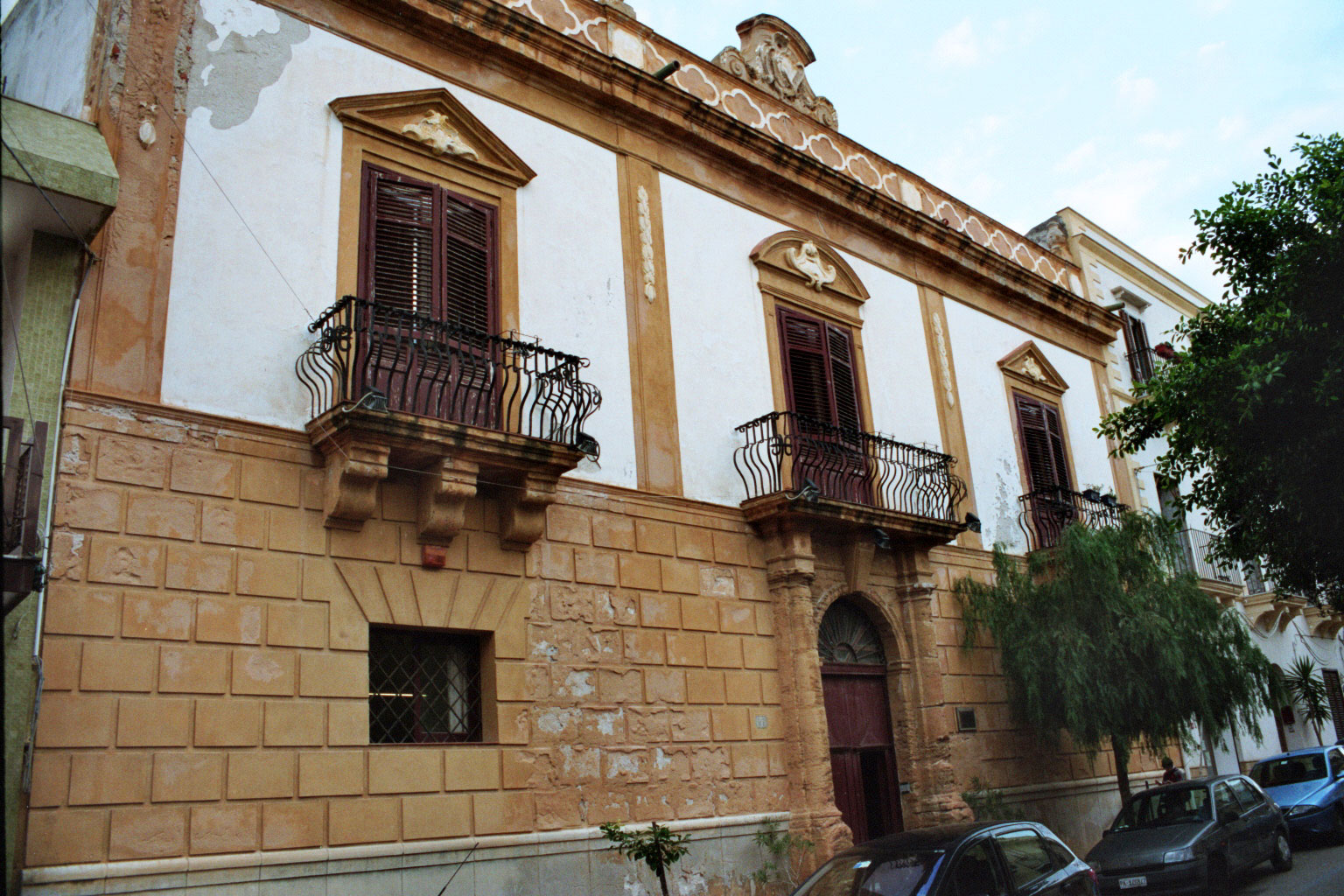
Palazzo Cataldi a Terrasini

Fra i maggiori simboli del potere della famiglia, il castello La Grua Talamanca a Carini in provincia di Palermo. In origine era una fortezza normanna, poi più volte rimaneggiato secondo il volere della famiglia. Il maniero è diventato famoso per il tragico episodio che narra la fine della baronessa di Carini. Al piano terra, il Salone delle Derrate, poi biblioteca: l'ambiente è dominato da due archi in pietra del XV secolo sorretti da un pilastro. Subito sopra, il Salone delle Feste, con un soffitto ligneo a cassettoni ancora del XV secolo: la sua realizzazione richiama motivi del gotico catalano di vaga reminiscenza araba, come la decorazione a stalattiti.
A seguire il settecentesco palazzo dei principi La Grua Talamanca a Terrasini, oggi sede municipale, in piazza Borsellino e Falcone. L'edificio ha subito notevoli stravolgimenti e all'interno conserva gran parte dell'impianto originale nelle sale del piano terra. Nella stessa cittadina anche l'attuale palazzo Cataldi fu fatto costruire dai La Grua: oggi è sede della prestigiosa Biblioteca Comunale "Claudio Catalfio".
Sempre a Terrasini la chiesa di Maria Santissima delle Grazie voluta dal barone Gazzara alla fine del Seicento, ampliata a metà del Settecento dai La Grua: ha tre navate e custodisce alcune statue lignee di Girolamo Bagnasco, oltre a preziose tele della scuola di Vito D'Anna e del Martorana.
Nel Comune di Grotte (Ag) il principe Vincenzo La Grua fece erigere nel 1688 la parrocchia Matrice nella Chiesa di Santa Maria dell'Itria, sotto il titolo di Santa Venera, Vergine e Martire. Nell'attuale Piazza Marconi, invece, non c'è più traccia del Palazzo La Grua edificato nella metà del XVII secolo. L'ultimo duca di Grotte fu Vincenzo La Grua Gioeni, fino al 1812, anno della cessazione dei diritti feudali in Sicilia.
Sia Terrasini che Grotte hanno adottato come stemma comunale delle varianti dell'Arma La Grua.

## Arma
Partito: nel 1° troncato, innestato, merlato d'oro e di rosso attraversato dalla gru con la sua vigilanza al naturale (La Grua); nel 2° losangato d'oro e d'azzurro (Talamanca).